# Fédération Internationale d’Escrime
Die Fédération Internationale d’Escrime (FIE) mit Sitz in Lausanne ist der vom Internationalen Olympischen Komitee anerkannte internationale Dachverband für den Fechtsport und eine Marke. Der am 29. November 1913 in Paris gegründeten FIE gehören 154 nationale Verbände an (Stand: 2023). Heutiger Sitz ist das Maison du Sport International in Lausanne.

## Zweck
Zweck ist:
- den Fechtsport auf der Welt bekannt zu machen
- Internationale Turniere zwischen Mitgliedsverbänden zu veranstalten
- Aufstellung der internationalen Regeln für den Fechtsport
- Weltmeisterschaften in allen Altersklassen zu organisieren
- der Kampf gegen den Einsatz von Dopingmitteln
- Fechten gemeinsam mit dem Internationalen Olympischen Komitee bei den Olympischen Spielen organisieren
- sicherzustellen, dass an Wettkampfstätten keine Diskriminierung stattfindet

## Präsidenten
| Jahr                | Name                 | Land               |
| ------------------- | -------------------- | ------------------ |
| 1913–1921           | Albert Feyerik       | Belgien            |
| 1921–1924           | André Maginot        | Frankreich         |
| 1925–1928           | George van Rossem    | Niederlande        |
| 1929–1932           | Eugène Empeyta       | Schweiz            |
| 1933–1948           | Paul Anspach         | Belgien            |
| 1949–1952           | Jacques Coutrot      | Frankreich         |
| 1953–1956           | Giuseppe Mazzini     | Italien            |
| 1957–1960           | Pierre Ferri         | Frankreich         |
| 1961–1964           | Miguel de Capriles   | Vereinigte Staaten |
| 1965–1980           | Pierre Ferri         | Frankreich         |
| 1981–1984           | Giancarlo Brusati    | Italien            |
| 1984–1992           | Rolland Boitelle     | Frankreich         |
| 1993–2008           | René Roch            | Frankreich         |
| 2009–2022           | Alischer Usmanow     | Russland           |
| seit 2022 (interim) | Emmanuel Katsiadakis | Griechenland       |

## Die nationalen Fechtverbände
Der FIE gehören die folgenden 154 nationalen Verbände an:
| Afrika (CAE) | Amerika (CPE) | Asien (AFC) | Europa (CEE) | Ozeanien (OFC)                                                      |
| --- | --- | --- | --- | ------------------------------------------------------------------- |
| Ägypten Algerien Angola Benin Botswana Burkina Faso Elfenbeinküste Ghana Guinea Kamerun Kap Verde Kenia Demokratische Republik Kongo Republik Kongo Libyen Madagaskar Mali Marokko Mauretanien Mauritius Namibia Niger Nigeria Ruanda Senegal Sierra Leone Südafrika Togo Tunesien Uganda | Amerikanische Jungferninseln Antigua und Barbuda Argentinien Aruba Bahamas Barbados Belize Bermuda Bolivien Brasilien Chile Costa Rica Dominica Dominikanische Republik Ecuador El Salvador Guatemala Guyana Haiti Honduras Jamaika Kanada Kolumbien Kuba Mexiko Nicaragua Panama Paraguay Peru Puerto Rico Uruguay Venezuela Vereinigte Staaten | Afghanistan Bahrain Bangladesch Brunei Volksrepublik China Chinesisch Taipeh Hongkong Indien Indonesien Iran Irak Japan Jemen Jordanien Kambodscha Kasachstan Katar Kirgisistan Kuwait Libanon Macau Malaysia Mongolei Myanmar Nepal Nordkorea Pakistan Palästina Philippinen Oman Saudi-Arabien Singapur Sri Lanka Südkorea Syrien Tadschikistan Thailand Turkmenistan Usbekistan Vereinigte Arabische Emirate Vietnam | Armenien Aserbaidschan Belarus Belgien Bulgarien Dänemark Deutschland Estland Finnland Frankreich Georgien Griechenland Irland Island Israel Italien Kroatien Lettland Litauen Luxemburg Malta Moldau Monaco Niederlande Nordmazedonien Norwegen Österreich Polen Portugal Rumänien Russland San Marino Schweden Schweiz Serbien Slowakei Slowenien Spanien Tschechien Türkei Ukraine Ungarn Vereinigtes Königreich Zypern | Amerikanisch-Samoa Australien Guam Neuseeland Papua-Neuguinea Samoa |

## FIE Hall of Fame
2013 hat die FIE die „FIE Hall of Fame“ gegründet. Die Initiative ist als eine Form der Erinnerung an Menschen gedacht, die durch ihren Erfolg im Fechten oder durch ihren Einsatz für diese Sportart Geschichte geschrieben haben. Dazu gehören Athleten und Trainer ebenso wie Funktionäre und Gestalter. Die FIE Hall of Fame soll dazu beitragen, die Geschichte des Fechtens und seiner Persönlichkeiten im Gedächtnis zu bewahren und Diskussionen darüber anzuregen.
Die FIE Hall of Fame besteht aus zwei Kategorien: „Athlets“ (Athleten) und „Fencing Family“ (Fechtfamilie). In jede Kategorie können maximal 2 Personen pro Land jährlich von nationalen Fechtverbänden oder dem FIE-Exekutivkomitee nominiert werden. Unter den Mitgliedern der "FIE Hall of Fame" sind international bekannte Fechtsportler und Sportfunktionäre wie Thomas Bach,  Anja Fichtel, Britta Heidemann, Peter Joppich, Helene Mayer, Ellen Müller-Preis, Alexander Pusch, Arnd Schmitt u. a.